# Xinli Shuiku
Xinli Shuiku (kinesiska: 新立水库) är en reservoar i Kina. Den ligger i provinsen Heilongjiang, i den nordöstra delen av landet, omkring 260 kilometer öster om provinshuvudstaden Harbin. Xinli Shuiku ligger 139 meter över havet. Arean är 3,0 kvadratkilometer. Trakten runt Xinli Shuiku består till största delen av jordbruksmark. Den sträcker sig 1,3 kilometer i nord-sydlig riktning, och 5,2 kilometer i öst-västlig riktning.
Genomsnittlig årsnederbörd är 811 millimeter. Den regnigaste månaden är juli, med i genomsnitt 177 mm nederbörd, och den torraste är januari, med 5 mm nederbörd.